# Geophilus langkofelanus
Geophilus langkofelanus är en mångfotingart som beskrevs av Karl Wilhelm Verhoeff 1938. Geophilus langkofelanus ingår i släktet Geophilus och familjen storjordkrypare.
Artens utbredningsområde är Italien. Inga underarter finns listade i Catalogue of Life.